# Horst Häupl
Horst Häupl (* 21. August 1931 in Leubnitz; † 21. Juni 2020 in Leipzig) war ein deutscher Komponist und Musikschulleiter.

## Leben
Häupl wurde 1931 in Leubnitz bei Werdau als Sohn eines Musiklehrers geboren. Früh lernte er mehrere Instrumente (Violine, Klavier und Akkordeon) bei einem privaten Musiklehrer in Zwickau. 1947 trat er dort in die neu gegründete Robert-Schumann-Akademie ein. Seine Ausbildung beendete er 1953 mit dem Fachschulabschluss als Orchestermusiker (Hauptfach Viola, Pflichtfach Klavier, Nebenfach Posaune). Daneben genoss er auch eine Ausbildung in Harmonielehre, Tonsatz und Formlehre. Gemeinsam mit dem Oberlungwitzer Lehrer Conrad Schlegel leitete er 1953 den Aufbau einer Musikschule in Hohenstein-Ernstthal, die im Gründungsjahr bereits von 150 Musikschülern besucht wurde. Dieser stand Häupl bis 1991 als Leiter vor. An der Hochschule für Musik Carl Maria von Weber Dresden qualifizierte er sich 1958/59 zum Musikerzieher weiter. Er unterrichtete Violine, Viola, Musiktheorie und Gemeinschaftsmusizieren. Daneben leitete er das Jugendblasorchester Hohenstein-Ernstthal, ab 1965 das Blasorchester Bernsdorf und von 1967 bis 1988 das Betriebsblasorchester des VEB Elektromotorenwerk Grünhain. Zudem spielte er im Staatlichen Vogtlandorchester in Reichenbach und an den Bühnen der Stadt Zwickau Viola.
Für die von ihm geleiteten Orchester arrangierte und komponierte Häupl etwas 80 Musikstücke. Dabei handelt es neben Werken für Blasorchester, Zupfinstrumente und Streicher vor allem um Märsche. Teilweise wurden diese im Friedrich Hofmeister Musikverlag publiziert.
Häupl starb im Juni 2020 im Alter von 88 Jahren in einem Hospiz in Leipzig.